# Lijst van schaatsrecords 5000 meter vrouwen (junioren)
Dit is een overzicht van de ontwikkeling van de schaatsrecords op de 5000 meter meisjes (junioren).

## Ontwikkeling wereldrecord 5000 meter (officieus)
| Nr. | Naam              | Land     | Tijd    | Datum         | Baan    |
| --- | ----------------- | -------- | ------- | ------------- | ------- |
| 1.  | Martina Sáblíková | Tsjechië | 6.50,45 | 19 maart 2006 | Calgary |

## Ontwikkeling Nederlands record 5000 meter
| Nr. | Naam          | Land      | Tijd    | Datum           | Baan       |
| --- | ------------- | --------- | ------- | --------------- | ---------- |
| 1.  | Ireen Wüst    | Nederland | 7.09,23 |                 |            |
| 2.  | Pien Keulstra | Nederland | 7.03,60 | 2 december 2011 | Heerenveen |